# 點茶
點茶，后人称点茶法，后衍生为日本之抹茶道，是東亞食茶方式之一種。在中国流行於宋代，為宋代生活中的四藝之一 ，與花藝、鑑古、品香合稱為「四般閒事」。後傳入日本并延续至今，是茶道的主要茶艺。
点茶在明朝及其以后逐漸式微，现流行于日本一带。

## 宋茶
宋朝製茶「朝採即蒸」、「即蒸即焙」，不經萎凋和發酵，只有綠茶。《大觀茶論》所載「白茶」為全國僅六株的特殊茶樹，非今日之白茶。

## 流程簡介
宋人喝茶不洗茶，甚至只喝第一泡。點茶前須先溫盞，否則茶粉不易浮起。點茶是煮水不煮茶，將水燒開、待九十度左右；溫盞後將茶末（茶磚磨出的細茶粉）倒茶盞之中，加入少量沸水，使茶末和水相互混合成乳狀、濃膏狀茶液。接下來有節奏的點水，「點」在茶湯上，不能破壞茶面；另一隻手以茶筅或茶匙旋轉打擊和拂動茶盞中的茶湯，使之泛起湯花（泡沫）。這手法稱為「運筅」或「擊拂」。茶湯表面呈現極小的白色泡沫，久而不散。
一碗茶之優劣，即以泡沫之分佈來判斷。此時倒出茶液，會極為濃稠的黏附碗邊，綿密的湯花，讓古人形容是「白乳浮盞面，如疏星淡月」。茶湯色澤與採製技藝密切相關，純白為上，青白、灰白次之，黃白、泛紅為下。